# 青山製図専門学校
青山製図専門学校（あおやませいずせんもんがっこう、英: AOYAMASEIZ  Institute of Technologyは、東京都渋谷区鶯谷町7-9と東京都渋谷区桜丘町4-6にある建築デザイン、インテリアデザイン、スペースデザインに特化した専門学校である。

## 概要
1977年に青山製図学院として開校し、現在に至るまで40年以上にわたり建築家やインテリアデザイナーを輩出している。
建築学部とインテリア学部の2学部と、建築設計研究科（建築士受験資格保有者のみを対象）を置く。建築学部では建築デザインのスペシャリストを目指し、製図、3D/2DCAD、RevitなどのBIMの技術を学ぶ。
インテリア学部は、企画から設計・デザインまでトータルに、インテリアと建築両方を、ホテル、カフェ、オフィス空間、住宅からショップデザイン商業施設、家具などのプロダクトデザインまで学び、インテリアコーディネーションやパースなどの授業で空間構成力とBIM・CAD・CG・製図の技術を学ぶ。
更に在学中インテリアコーディネーターを受験し合格を目指すこともできる。
なお、両学部共に厚生労働省による専門実践教育訓練給付金制度の認定を受けている。
一級建築士と二級建築士受験については、建築学部の全学科とインテリア学部の全学科が、昼間部夜間部を含めそれぞれ実務経験0年で一級建築士二級建築士の受験資格を得ることができる。
また内部進学できる建築設計研究科（1年制）研究コースと専攻コースは、一級建築士合格率66.7%（2023年度、全国合格率16.2%）、二級建築士合格率75%（2023年度、全国合格率は22.3%）を誇り、不合格者の再チャレンジに対しても、2級建築士対策講座前期の学費2年間を免除する「二級建築士合格継続支援制度」を設けて対応している。
他、在学中・卒業後に取得を目指す公的資格・民間資格として、インテリアプランナー・福祉住環境コーディネーター・インテリアコーディネーター・色彩検定・CAD利用技術者・商業施設士・建築施工管理技士等 がある。
建築学部とインテリア学部は共に夜間部を設置しており、社会人や大学生・短大生のダブルスクール等にも対応している。
巨大ロボットのような独特の外観が特徴的な校舎1号館の設計は、建築家の渡辺誠が手掛けた。突き出た赤いアンテナは避雷針で、最上部の楕円体には高架水槽とエレベーターの機械室が収まっているなど、各部位は見た目だけでなく機能としての役目も果たしている。「ガンダムビル」の異名も持つ。

## 組織
- 建築学部
  - 建築工学科（3年制）
  - 住宅設計デザイン科（2年制）
  - 建築設計デザイン科（2年制）
  - 建築科（夜間、2年制）
- インテリア学部
  - 建築インテリア工学科（3年制）
  - 建築インテリアデザイン科（2年制）
  - スペースデザイン科（2年制）
  - インテリア工学科（夜間、2年制）
- 建築設計研究科（1年制）
  - 研究コース（一級建築士コース）
  - 専攻コース（二級建築士コース）

## 所在地
- 1号館 5号館 - 東京都渋谷区鶯谷町7-9[5]　桜丘郵便局斜め前に位置する。
- 3号館 - 東京都渋谷区桜丘町4-6[5]　JR山手線・埼京線西側の線路沿いに位置する。

## 沿革
「沿革」（青山製図専門学校公式サイト）に基づく。
- 1977年4月 - 青山製図学院として開校。
- 1982年2月 - 専門学校として東京都より認可。校名を「青山製図専門学校」と改名。
- 1985年3月 - 「学校法人鹿光（ロクコウ）学園　青山製図専門学校」と称し、理事長に鹿野光雄が就任。
- 1990年3月 - 渋谷区鴬谷町に、国際コンペによってデザインされた1号館竣工。
- 1991年3月 - 渋谷区鶯谷町に5号館竣工。
- 2008年2月 - 渋谷区桜丘町に3号館竣工。
- 2014年4月 - 「職業実践専門課程」校に文部科学省より認定。
- 2016年10月 - 「専門実践教育訓練 給付制度」校に厚生労働省より認定。
- 2019年10月 - 「高等教育の修学支援制度」校に東京都より認定。

## 著名な関係者

### 卒業生
- 岡田耕始 - ゲームクリエイター、青山製図学院卒業
- 佐々木左之介 - 元プロボクサー、2022年から青山製図専門学校に通う[7]　　　　　　　　　　　　　　2024年3月卒業、二級建築士試験合格を目指す。

### その他
- 渡辺誠 - 建築家、1号館の設計者